# 63605 Budperry
63605 Budperry este o planetă minoră (asteroid) din Inner Main Belt⁠(d). A fost descoperită pe 20 august 2001 la Terre Haute de Chris Wolfe⁠(d). 
Obiectul prezintă o orbită caracterizată de o semiaxă mare de 1,9054288153867 UAi, o excentricitate de 0,09, o înclinație de 26,2 ° în raport cu ecliptica.